# Hans Gmür
Hans Gmür (ur. 1 lutego 1927 w Chur, zm. 15 kwietnia 2004 w Nottwil), dramaturg szwajcarski, reżyser i kompozytor.
Z wykształcenia filolog germanista (z tytułem doktora), absolwent Uniwersytetu w Zurychu. Na studiach rozpoczął współpracę z kabaretem, był autorem tekstów dla Cabaret Fédéral. W latach 50. reżyserował filmy dokumentalne oraz reklamowe.
W 1960 debiutował jako dramaturg sztuką Schön ist die Jugend. Od 1964 związany z radiem, autor wielu audycji, w latach 60. i 70. prowadził w sobotnie wieczory w Radiu Zurych cykl Unterhaltung. 
Po odejściu z radia współpracował z Karlem Suterem (współautor) i Hansem Moeckelem (kompozytor) przy produkcji musicali Bibi Balu, Golden Girl, Z wie Züri. Był autorem około 50 sztuk teatralnych, przede wszystkim komedii; pisał również programy kabaretowe i scenariusze telewizyjne. W latach 70. redagował pismo kobiece "Annabelle". Za jedno ze swoich najlepszych dzieł uważał musical Helden Helden (wspólnie z Udo Jürgensem, na motywach G. B. Shawa), wystawiany w Wiedniu.
Był laureatem wielu nagród, m.in. Złotej Róży w Montreux za adaptację telewizyjną rewii Holiday in Switzerland (1969).